# Bagrat IV. Gruzijski
Bagrat IV. (gruzijsko: ბაგრატ IV), gruzijski kralj iz dinastije Bagrationi, ki je vladal od 1027 do 1072, * 1018, † 24. november 1072.
Med svojim dolgim vladanjem se je ukvarjal predvsem z brzdanjem visokega plemstva  in obrambo Gruzije pred napadi Bizantinskega cesarstva in Seldžukov. V nizu spopadov mu je uspelo poraziti družino Liparitidov, ki je bila njegov največji tekmec. Pod svojo oblast je dobil več fevdalnih enklav in tako zmanjšal moč kraljev Lorija in Kahetija ter tbilisijskega emirja, ki so postali njegovi vazali. Nosil je več bizantinskih častnih naslovov, med katerimi so bili nobelissimos, curopalates in sebastos.

## Zgodnje vladanje
Bil je sin kralja Jurija I. (vladal od 1014 do 1027) in njegove prve žene Mariam Vaspurakanske. Ko je imel tri leta, ga je oče leta 1022 kot plačilo za poraz v vojni z Bizantinci  predal kot talca bizantinskemu cesarju Baziliju II. Bulgaroktonu (vladal od 976 do 1025).  Naslednja tri leta je mali Bagrat preživel v Bizancu, leta 1025 pa so ga izpustili. Med njegovim ujetništvom je cesar Bazilij umrl. Nasledil ga je brat Konstantin VIII. (vladal od 1025 do 1028), ki je ukazal, naj malega princa izpustijo, toda on je bil takrat že v Gruziji.
Leta 1027 je kralj Jurij I. umrl in nasledil ga je Bagrat, ki je imel komaj osem let. Kraljica vdova Mariam je postala regentka za svojega mladoletnega sina. Regentstvo je delila z Liparitom IV., vojvodo Trialetija in Ivanom, vojvodo Kartlija.
Ko je Bagrat postal kralj, je Bagratijonom uspelo združiti nekaj gruzijskih državic.  Prestolnico so preselili v Kutaisi v zahodni Gruziji, od koder so vladali celemu ozemlju nekdanjega Abhazijskega kraljestva in večjemu delu pokrajine Iberija (Kartli). Pokrajino Tao (Tajk) so obdržali Bizantinci, v Tbilisiju je vladal muslimanski emir, kralji Kahetije v najbolj vzhodnem delu Gruzije pa so trmasto branili svojo avtonomijo. Zapleteno politično situacijo je dodatno oteževalo gruzijsko visoko plemstvo, katerega lojalnost je bila vse prej kot zanesljiva. 
Gruzijsko kraljestvo se je stalno soočalo z dvema velikima sovražnikoma: Bizantinskim cesarstvom in Turki Seldžuki. Čeprav sta imela Bizantinsko cesarstvo in Gruzija več stoletne kulturne in verske vezi in so Seldžuki pomenili nevarnost tudi za Bizantinsko cesarstvo, je bizantinska agresivnost na kavkaškem političnem prizorišču ustvarjala vzdušje nezaupanja in medsebojnega obtoževanja, ki je preprečilo, da bi obe katoliški državi bolj sodelovali v obrambi proti skupnemu sovražniku. Če upoštevamo, da je bila  hegemonija gruzijskih Bagrationov na Kavkazu temeljni kamen Bagratovega vladanja, lahko njegovo politiko razumemo kot izigravanje Seldžukov in Bizantincev enega proti drugemu.

## Nasledstvene vojne
Kmalu po Bagratovem prihodu na prestol je Konstantin VIII. poslal nadenj vojsko, da  bi v korist gruzijskega kneza Demetrija zasedla ključno trdnjavo Artanudži (Ardanuç v sodobni Turčiji). Demetrij je pripadal eni od mlajših vej dinastije Bagrationi, ki jo je Bagratov stari oče Bagrat III. v zgodnjih 1010. letih izgnal z njenega dednega fevda. Zaradi Konstantinove smrti leta 1028 je bizantinski vojaški pohod propadel.
Leta 1030 je gruzijska kraljica Mariam obiskala novega cesarja Romana III. Argirja (vladal od 1028 do 1034). Z njim je leta 1032 podpisala mirovno pogodbo, njen sin pa je dobil visok bizantinski častni naslov  curopalates. Mariam je sinu za ženo pripeljala bizantinsko princeso Heleno, hčerko cesarjevega brata Bazilija Argiropula.  Poroka je bila poskus diplomatskega povezovanja obeh držav. Helena je kmalu za tem v Kutaisiju umrla, kar je za gruzijski dvor pomenilo priložnost za še eno diplomatsko povezovanje in Bagrat se je poročil s hčerko alanskega kralja Boreno.  
Leta 1033 se je kraljevi dvor soočil z novo dinastično težavo, tokrat z Bagratovim polbratom Demetrom, sinom Jurija I. in njegove druge žene Alde Alanske. Demeter in Alda sta živela v Abhaziji v trdnjavi  Anakopiji, ki sta jo podedovala po kralju Juriju I. Nekaj visokih gruzijskih plemičev je poskusilo izkoristiti morebitne Demetrove želje po gruzijskem prestolu in vreči Bagrata s prestola. Njihov poskus se je izjalovil, vendar si Demeter kljub temu ni pridobil zaupanja gruzijskega dvora. Zaradi Bagratovih groženj se je ovdovela kraljica Alda obrnila na Bizantince in Anakopijo predala cesarju Romanu III., ki je zato njenemu sinu Demetru podelil položaj magistra.
Leta 1039 se je Demeter vrnil v Gruzijo z bizantinsko vojsko. Tokrat je imel podporo Liparita IV. iz klana Liparitov, ki so bili najmočnejša plemiška družina v Gruziji. Liparit je bil kot vojvoda pokrajine Trialeti in kasneje vrhovni poveljnik gruzijske vojske v 1030. letih na zunaj zaščitnik mladoletnega kralja Bagrata. Svojo vojaško hrabrost je pokazal leta 1034, ko je na čelu združene gruzijsko-armenske vojske v Arranu porazil šadadidsko vojsko. Leta 1038 je malo manjkalo, da ni zavzel stare gruzijske prestolnice Tbilisi, ki je bila že od 8. stoletja močna muslimanska trdnjava. Gruzijsko plemstvo se je zbalo njegove naraščajoče moči, zato je prepričalo Bagrata, naj Liparitovo vojsko odpokliče in Liparitov poskus je propadel. Posledica odpoklica vojske je bila, da je Liparit postal zapriseženi Bagratov sovražnik in začel odkrito sodelovati z Bizantinci.  
Liparit je v Demetrovo korist in Bagratovo škodo dosegel številne uspehe. Čeprav je Demeter leta 1042 umrl, je Liparit nadaljeval svojo borbo proti Bagratu v zavezništvu z Bizantinci in Davidom I. Lorijskim in po porazu pri Sasiretiju so Bagratu ostale samo še zahodne pokrajine. Liparita so Seldžuki med svojim vojaškim pohodom v Anatolijo leta 1048 ujeli. Bagrat je izkoristil njegovo odsotnost in ponovno osvojil izgubljene vzhodne pokrajine, toda njegova zmaga je bila kratkotrajna, ker se je Liparit kmalu vrnil iz ujetništva. Uporniški vojvoda je Bagrata prisilil, da je pobegnil v Bizanc, kjer so ga zaradi Liparitovih spletk za tri leta zaprli. 
V njegovi odsotnosti (1050-1053) je v Gruziji uspešno vladal Liparit. Na prestol je postavil Bagratovega sina Jurija, sebe pa razglasil za regenta. Po Bagratovi vrnitvi se je vojna med njima nadaljevala in se končala leta 1060, ko so Liparitovi privrženci skovali proti njemu zaroto in ga predali kralju Bagratu, on pa ga je prisilil, da se je umaknil v samostan. Bagrat je bil zdaj dovolj močan, da je do skrajnosti omejil moč kandidatov za prestol ter kraljev Lorija in Kahetija in na hitro osvojil Tbilisi.

## Napadi Seldžukov
V 1060. letih se je Bagrat soočil s še večjo težavo, kot so bile nasledstvene vojne: v obmejna območja je začel vdirati  Alp Arslan s svojimi Seldžuki. Bagrat si je za nekaj časa kupil mir tako, da je z Alp Arslanom poročil svojo nečakinjo. 
Seldžuška nevarnost je sprožila tesnejše sodelovanje med Gruzijo in Bizantinskim cesarstvom. Bagrat je zavezništvo okrepil s poroko hčerke Marte (Marije) s so-cesarjem Mihaelom VII. Dukasom. Poroko gruzijske princese so imeli Gruzijci za Bagratov velik diplomatski uspeh.
10. decembra 1068 je Alp Arslan skupaj s kraljema Lorija in Kahetija in tbilisijskim emirjem ponovno napadel Bagrata. Zasedli in oropali so provinci  Kartli in Argveti. Bagratovi dolgoletni rivali, Šadadidi iz Arana, so bili za sodelovanje nagarajeni s trdnjavama Tbilisi in Rustavi. Ko je Alp Arslan zapustil Gruzijo, je Bagrat julija 1068 ponovno osvojil Kartli. 
V Isaniju, predmestju Tbilisija na levem bregu reke Mtkvari, je taboril Šadadid Al-Fadl I. ben Mohamed in z vojsko 33.000 mož pustošil po deželi. Bagrat je njegovo vojsko porazil in jo pognal v beg. Na poti skozi Kaheti je lokalni vladar Agsartan Fadla ujel. Bagrat je za ceno nekaj trdnjav ob reki Iori Fadla odkupil, potem pa je od njega dobil Tbilisi. V Tbilisiju je na oblast postavil prejšnjega emirja, ki je postal njegov vazal.
Zadnja leta Bagratovega vladanja sovpadajo z dogodkom, ki ga je profesor David Marshall Lang opisal kot »dokončni zlom vzhodnega krščanstva« – bitko pri Manzikertu. V bitki  je Alp Arslan popolnoma porazil bizantinsko vojsko in ujel cesarja Romana IV., ki je kmalu za tem v Bizancu pohabljen v mukah umrl. 
Bagrat je umrl naslednje leto 24. novembra 1072. Pokopali so ga v samostanu Hkondidi. Gruzijsko krono je nasledil Bagratov sin Jurij II.